# Amparo Heredia
Amparo Heredia Reyes "La Repompilla" (Miami, 1970) es una cantaora de flamenco española con una gran trayectoria artística nacional e internacional. En 2021, recibió el galardón de La Lámpara Minera en el certamen español de flamenco Festival del Cante de las Minas.

## Trayectoria
Heredia es hija de la también cantaora malagueña Rafaela Reyes "La Repompa" (sobrenombre heredado de su hermana) y del guitarrista madrileño Luis Heredia. Asimismo, es sobrina de Enriqueta Reyes, conocida como "La Repompa de Málaga".
Debutó en los tablaos de Miami y Nueva York con dieciséis años de la mano de Juan de Alba y desarrollo la parte inicial de su carrera en Estados Unidos y México. Tras trasladarse a España, debutó en la Fundación Conservatorio Flamenco Casa Patas (Madrid) y con su cante ha acompañado a numerosas estrellas de baile flamenco.
En 2007, Heredia actuó junto al artista Manuel Lombo en la pasarela que conmemora los 60 años de la Casa Dior, celebrado en los jardines de Versalles de Francia.

## Reconocimientos
En 2016, fue premiada por una soleá por el jurado del Festival Internacional del Cante de las Minas premió en el grupo de Cantes Bajoandaluces. Más tarde, en 2017, Heredia fue galardonada con la Silla de Oro, concurso de cante flamenco del barrio de La Fortuna (Leganés). Asimismo, recibió el premio de La Lámpara Minera en el Festival Internacional del Cante de las Minas de La Unión (Murcia) en la 60 edición del mismo celebrada en 2021.